# Radio Graz
Radio Graz war ein Radiosender im Großraum Graz. Radio Graz sendete sein 24-Stunden-Hörfunkprogramm auf der analog terrestrischen Frequenz 94,2 MHz und war im 100%igen Besitz der IQ Plus Medien GmbH.

## Geschichte
Am 2. April 2007 wurde der IQ Plus Medien GmbH die Lizenz erteilt. Radio Graz startete schließlich am 2. Februar 2008 um 9:42 Uhr im Rahmen einer Sendestartfeier und Liveübertragung aus dem Grazer Rathaus.
Nachdem der Sender durch die Radio-Energy-Gruppe übernommen worden war (zunächst war der Leykam-Verlag Eigentümer gewesen), beantragte diese im Jahr 2011 die Änderung des Programms. Radio Graz sollte gemeinsam mit „Radio eins“ zu Energy Steiermark umgewandelt werden, was die KommAustria jedoch im September 2011 ablehnte.
Mit 1. Juli 2013 wurde der Sendebetrieb eingestellt. Wie Medien berichten, war die letzte gespielte Nummer Hans Mosers Sperrstund is. Gegen den Sender erteilte die Medienbehörde mehrfach Bescheide, da er die Lizenzvorgaben verletzte. Die Betreiber wollten auf der Frequenz 94,2 das aus Wien, Salzburg und Tirol bekannte Radio Energy starten. Ursprünglich lizenziert war Radio Graz aber für die Musikrichtung Evergreens sowie Oldies und nicht für Popmusik.
Die Frequenz ist neu ausgeschrieben worden. Künftig wird auf der Grazer Frequenz 94,2 das nach dem Wiener Wahrzeichen benannte Radio Stephansdom zu hören sein.